# Hyphydrus prinzi
Hyphydrus prinzi är en skalbaggsart som beskrevs av Wewalka och Olof Biström 1989. Hyphydrus prinzi ingår i släktet Hyphydrus och familjen dykare. Inga underarter finns listade i Catalogue of Life.